# El coraje del mañana
«El coraje del mañana» (あしたの勇気, Ashita no Yūki) es el sexto episodio de la primera temporada de la serie de anime, JoJo's Bizarre Adventure. Cubre los acontecimientos de los capítulos 29 al 33 del manga.

## Sinopsis
Bruford logra esquivar apenas el mortal ataque de Jonathan Joestar. Ahora, el guerrero contraataca y captura al Joestar utilizando su cabello. Jonathan se libera y ataca nuevamente con su Overdrive, canalizándolo a través de la espada de Bruford, lo que hace que uno de sus brazos se desintegre. Bruford intenta atacar pero Jonathan lo contrarresta y utiliza un Overdrive de luz solar, capaz de desintegrar completamente a Bruford; cuando este último está a punto de desaparecer, su alma regresa a la normalidad y, en paz, otorga su espada a Jonathan. En ese momento, Tarkus ataca, pero con ayuda de Zeppeli, Jonathan consigue evitar el ataque. El grupo entonces, se dispone a escapar.
Durante la huida, Zeppeli recuerda como aprendió el control del Hamon de su maestro, Tonpetty. El flashback concluye y Tarkus salta hacia ellos; el grupo se encuentra ahora en el antiguo campo de entrenamiento de los caballeros. Tarkus ingresa a la construcción para enboscarles; Jonathan decide ir a por el guerrero, no obstante, la trampa de Tarkus dio resultado y consiguió atrapar al Joestar utilizando una cadena que sujetaba su cuello. Tarkus, entonces, reta a Jonathan a un Duelo a muerte de Cadena-Cuello, un conocido enfrentamiento de antaño, en el cual se gana al decapitar al oponente. Sin otra alternativa, Jonathan se ve envuelto en la batalla, pero es superado por la experiencia y fuerza de Tarkus. Zeppeli y el grupo se deciden por ayudar a Jonathan, pero la entrada está sellada. Poco encuentra una ventana estrecha, por lo que se arma de valor e ingresa a la sala; Finalmente, abre la entrada, y Zeppeli consigue entrar.

## Apariciones

### Personajes
- Jonathan Joestar
- Robert E. O. Speedwagon
- William A. Zeppeli
- Tarkus
- Bruford
- Mary Stuart (solo mencionada)
- Poco
- Doctor oriental (primera aparición)
- Tonpetty (primera aparición)
- Hermana de Poco (primera aparición)

## Diferencias entre el Manga y el Anime
- En el manga, cuando Tarkus aplasta los restos de la armadura de Bruford, un escombro sale volando y golpea a Zeppeli. Esto no se muestra en el anime. Tampoco se muestra la escena en la que Tarkus asesina a los conocidos de Poco.